# الدوري المغربي لكرة القدم 1975–76
الدوري المغربي لكرة القدم 1975-1976 هو الموسم 20 من البطولة الوطنية المغربية لكرة القدم . يتنافس خلاله 16 من أفضل الأندية الوطنية المغربية.توج بهذا الموسم فريق الوداد البيضاوي .